# Anthony Hill (squash)
Pour les articles homonymes, voir Anthony Hill (rugby à XV) et Hill.
Anthony Hill, né le 9 juin 1969 à Melbourne, est un joueur professionnel de squash représentant l'Australie. Il atteint en décembre 1999 la 5e place mondiale sur le circuit international, son meilleur classement.

## Biographie
Il entame sa carrière professionnelle après avoir atteint la finale du championnat du monde junior en 1988 face à Del Harris et se classe dans le top 10 masculin en 1989, dont il n'est jamais sorti durant sa carrière de joueur. Ses plus grands succès remontent à 1995 avec la demi-finale du championnat du monde à Chypre et les demi-finales du championnats du monde par équipe avec l'équipe nationale australienne lors de la compétition par équipes du Caire en 1999. Son style de jeu était considéré comme très offensif et risqué. Pendant sa carrière, il est interdit par la fédération internationale de squash pendant deux ans pour agression et insultes. En 2001, il termine sa carrière.
Anthony Hill vit au Caire depuis la fin de sa carrière avec son épouse Leila et leur enfant.

## Palmarès

### Finales
- Australian Open : 1998
- Championnats du monde junior de squash : 1988